# Ahmad Zabbah
Ahmad Zabbah (hebr.: אחמד דבאח, arab.: احمد ذباح, ang.: Ahmad Zabbah, ur. 27 stycznia 1955) – izraelski polityk narodowości arabskiej, w latach 2012–2013 poseł do Knesetu z listy Kadimy.
W wyborach parlamentarnych w 2009 nie dostał się do izraelskiego parlamentu, jednak 16 sierpnia 2012 objął mandat po Awim Dichterze. W 2013 utracił miejsce w parlamencie.